# Prêmio Sima de 2014
O Prêmio Sima de 2014 foi a 1ª edição do prêmio, criado pelo Esporte Interativo Nordeste, destinado ao maior artilheiro da temporada no futebol do nordeste brasileiro.

## Classificação
Atualizado em 08 de dezembro de 2014.
| #   | Jogador            | Clube(s)         | Gols |
| --- | ------------------ | ---------------- | ---- |
| 1º  | Magno Alves        | Ceará            | 37   |
| 2º  | Léo Gamalho        | Santa Cruz       | 32   |
| 3º  | Robert             | Fortaleza        | 30   |
| 4º  | Bill               | Ceará            | 24   |
| 4º  | Ricardo Lopes      | Globo            | 24   |
| 6º  | Wanderson          | ASA              | 23   |
| 7º  | Leandro Kivel      | Confiança        | 21   |
| 8º  | Lima               | Ceará / Paysandu | 20   |
| 8º  | Rodrigo Pimpão     | América de Natal | 20   |
| 10º | Neto Baiano        | Sport            | 18   |
| 11º | Carlinhos          | Santa Cruz       | 17   |
| 11º | Max                | América de Natal | 17   |
| 13º | Jean               | Canindé          | 16   |
| 14º | Carlos Frontini    | Botafogo-PB      | 15   |
| 14º | Cristiano Alagoano | Estanciano       | 15   |
| 16º | Júnior Mineiro     | Atlético-PB      | 14   |
| 16º | Marciel            | Horizonte        | 14   |
| 18º | Lima               | ASA              | 13   |
| 18º | Thiago Alagoano    | Jacuipense       | 13   |

- Vamos contabilizar os gols marcados em dez/2013 pelo Campeonato Pernambucano, que começou no ano passado.